# Třída Battle
Třída Battle byla třída torpédoborců postavených pro Britské královské námořnictvo a Australské námořnictvo. Celkem byla plánována stavba 42 torpédoborců, dokončeno jich bylo pouze 26 jednotek. Dělily se do tří skupin. Do konce války byl do služby přijat pouze torpédoborec Barfleur, třídu ale čekala dlouhá poválečná služba. Zahraničními uživateli třídy byly Írán a Pákistán. Pákistánský torpédoborec Khaibar byl roku 1971 potopen indickým námořnictvem během indicko-pákistánské války.

## Pozadí vzniku

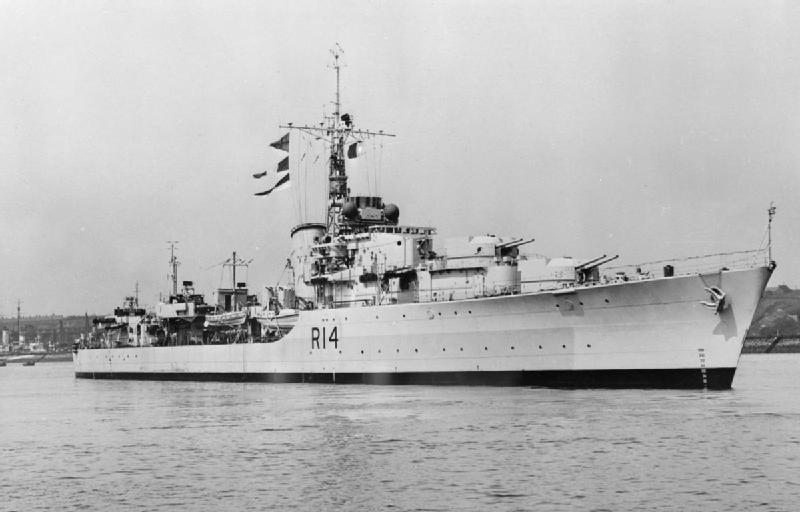
HMS Armada

Torpédoborce Battle byly objednány na základě potřeb britského námořnictva za druhé světové války. Oproti svým předchůdcům byly větší, neboť jejich hlavním operačním prostorem měl být Pacifik, což vyžadovalo velký dosah, silnou výzbroj a vysokou rychlost. Celkem bylo postaveno 26 jednotek této třídy, která se dělila do tří podskupin, které byly rozlišeny podle roku jejich objednávky. První skupina nesla označení Battle typ 1942 a skládala se z 16 jednotek. Jejich kýly byly založeny v letech 1942–1944 a do služby byly přijaty v letech 1944–1946.
Druhá skupina nesla označení Battle typ 1943. Měla mírně rozšířený trup a silnější výzbroj. Původně bylo objednáno 16 torpédoborců této subverze, ale s ohledem na blížící se konec války byla tato objednávka v prosinci 1945 redukována na polovinu. Osm rozestavěných torpédoborců bylo rozebráno v loděnicích, čtyři z nich už byly dokonce spuštěné na vodu. Osmi dokončených torpédoborců bylo do služby přijato v letech 1946–1948.
Následovalo osm jednotek třetí skupiny Battle typ 1944 s vylepšenou výzbrojí. Jejich kýly byly založeny v letech 1944–1945. Rovněž jejich stavba byla britským námořnictvem zrušena v prosinci 1945. Rozestavěné torpédoborce byly rozebrány. Také v tomto případě už byla polovina spuštěna na vodu. Ze třetí série byly nakonec postaveny pouze torpédoborce Anzac a Tobruk, které postavily australské loděnice pro tamní námořnictvo.
Jednotky třídy Battle:
| Jméno                        | Série    | Loděnice                 | Založení kýlu | Spuštění na vodu   | Zařazen do služby | Status |
| ---------------------------- | -------- | ------------------------ | ------------- | ------------------ | ----------------- | --- |
| Armada (D14)                 | Typ 1942 | Hawthorn Leslie          | prosinec 1942 | 9. prosince 1943   | červenec 1945     | Prodán do šrotu 1965. |
| Barfleur (D80)               | Typ 1942 | Swan Hunter              | říjen 1942    | 1. listopadu 1943  | září 1944         | Prodán do šrotu 1966. |
| Cadiz (D79)                  | Typ 1942 | Fairfield                | únor 1944     | 16. září 1944      | prosinec 1946     | Roku 1957 převeden Pákistánu jako Khaibar. V roce 1971 byl potopen při útoku indických raketových člunů na Karáčí.                      |
| Camperdown (D32)             | Typ 1942 | Fairfield                | říjen 1942    | 8. února 1944      | červen 1945       | Prodán do šrotu 1970. |
| Finisterre (D55)             | Typ 1942 | Fairfield                | prosinec 1942 | 22. června 1944    | září 1945         | Prodán do šrotu 1967. |
| Gabbard (D47)                | Typ 1942 | Swan Hunter              | květen 1943   | 16. března 1945    | duben 1946        | Roku 1957 převeden Pákistánu jako Badr.                                                                                                 |
| Gravelines (D24)             | Typ 1942 | Cammell Laird            | srpen 1943    | 30. listopadu 1944 | červen 1946       | Prodán do šrotu 1961. |
| Hogue (D74)                  | Typ 1942 | Cammell Laird            | leden 1943    | 21. dubna 1944     | červenec 1945     | Roku 1959 těžce poškozen srážkou s indickým křižníkem INS Mysore. Odlomena část přídě. Prodán do šrotu 1962.                            |
| Lagos (D44)                  | Typ 1942 | Cammell Laird            | duben 1943    | 4. srpna 1944      | listopad 1945     | Prodán do šrotu 1967. |
| St. James (D65)              | Typ 1942 | Fairfield                | květen 1943   | 7. června 1945     | červenec 1946     | Prodán do šrotu 1961. |
| St. Kitts (D18)              | Typ 1942 | Swan Hunter              | září 1943     | 4. října 1944      | duben 1946        | Prodán do šrotu 1962. |
| Saintes (D84)                | Typ 1942 | Hawthorn Leslie          | červen 1943   | 19. července 1944  | září 1946         | Prodán do šrotu 1972. |
| Sluys (D60)                  | Typ 1942 | Cammell Laird            | listopad 1943 | 28. února 1945     | září 1946         | Roku 1967 převeden Íránu jako Artemiz.                                                                                                  |
| Solebay (D70)                | Typ 1942 | Hawthorn Leslie          | únor 1943     | 22. února 1944     | říjen 1945        | Prodán do šrotu 1967. |
| Trafalgar (D77)              | Typ 1942 | Swan Hunter              | únor 143      | 12. ledna 1944     | červenec 1945     | Prodán do šrotu 1970. |
| Vigo (D31)                   | Typ 1942 | Fairfield                | září 1943     | 27. září 1945      | prosinec 1946     | Prodán do šrotu 1964. |
| Agincourt (D86)              | Typ 1943 | Hawthorn Leslie          | prosinec 1943 | 29. ledna 1945     | červen 1947       | Prodán do šrotu 1974. |
| Aisne (D22)                  | Typ 1943 | Vickers-Armstrongs, Tyne | srpen 1943    | 12. května 1945    | březen 1947       | Prodán do šrotu 1970. |
| Alamein (D17)                | Typ 1943 | Hawthorn Leslie          | březen 1944   | 28. května 1945    | květen 1948       | Prodán do šrotu 1964. |
| Barrosa (D68)                | Typ 1943 | John Brown               | prosinec 1943 | 17. ledna 1945     | únor 1947         | Prodán do šrotu 1978. |
| Corunna (D97)                | Typ 1943 | Swan Hunter              | duben 1944    | 29. května 1945    | červen 1947       | Prodán do šrotu 1975. |
| Dunkirk (D09)                | Typ 1943 | Stephen                  | červenec 1944 | 27. srpna 1945     | listopad 1946     | Prodán do šrotu 1965. |
| Jutland (D62, ex Malplaquet) | Typ 1943 | Stephen                  | listopad 1944 | 20. února 1946     | duben 1947        | Prodán do šrotu 1965. |
| Matapan (D43)                | Typ 1943 | John Brown               | březen 1944   | 30. dubna 1945     | září 1947         | Beprostředně po zařazení do služby dán do rezervy. V letech 1971–1973 upraven pro testování sonarů a reaktivován. Prodán do šrotu 1978. |
| Albuera                      | Typ 1943 | Vickers-Armstrongs, Tyne |               |                    | –                 | Stavba zrušena. |
| Belle Isle                   | Typ 1943 | Fairfield                | listopad 1943 | 7. února 1946      | –                 | Stavba zrušena. |
| Omdurman                     | Typ 1943 | Fairfield                | březen 1944   | –                  | –                 | Stavba zrušena. |
| Mons                         | Typ 1943 | Hawthorn Leslie          | červen 1945   | –                  | –                 | Stavba zrušena. |
| Namur                        | Typ 1943 | Cammell Laird            | duben 1944    | 12. června 1945    | –                 | Stavba zrušena. |
| Navarino                     | Typ 1943 | Cammell Laird            | květen 1944   | 21. září 1945      | –                 | Stavba zrušena. |
| San Domingo                  | Typ 1943 | Cammell Laird            | prosinec 1944 | –                  | –                 | Stavba zrušena. |
| Oudenarde                    | Typ 1943 | Swan Hunter              | říjen 1944    | 11. září 1945      | –                 | Stavba zrušena. |
| Jutland                      | Typ 1944 | Hawthorn Leslie          | srpen 1944    | 2. listopadu 1945  | –                 | Stavba zrušena. |
| Poitiers                     | Typ 1944 | Hawthorn Leslie          | únor 1945     | 4. ledna 1946      | –                 | Stavba zrušena. |
| River Plate                  | Typ 1944 | Swan Hunter              | duben 1945    | –                  | –                 | Stavba zrušena. |
| St. Lucia                    | Typ 1944 | Stephen                  | prosinec 1945 | –                  | –                 | Stavba zrušena. |
| Somme                        | Typ 1944 | Cammell Laird            | únor 1945     | –                  | –                 | Stavba zrušena. |
| Talavera                     | Typ 1944 | John Brown               | srpen 1944    | 27. srpna 1945     | –                 | Stavba zrušena. |
| Trincomalee                  | Typ 1944 | John Brown               | únor 1945     | 8. ledna 1946      | –                 | Stavba zrušena. |
| Waterloo                     | Typ 1944 | Fairfield                | červen 1945   | –                  | –                 | Stavba zrušena. |
| Tobruk (D37)                 | Typ 1944 | Cockatoo Dockyard        | srpen 1946    | 20. prosince 1947  | květen 1950       | Australské námořnictvo. Prodán do šrotu 1972.                                                                                           |
| Anzac (D59)                  | Typ 1944 | Williamstown Dockyard    | září 1946     | 20. srpna 1948     | březen 1951       | Australské námořnictvo. Od roku 1966 využíván ve výcviku. Prodán do šrotu 1975.                                                         |

## Konstrukce

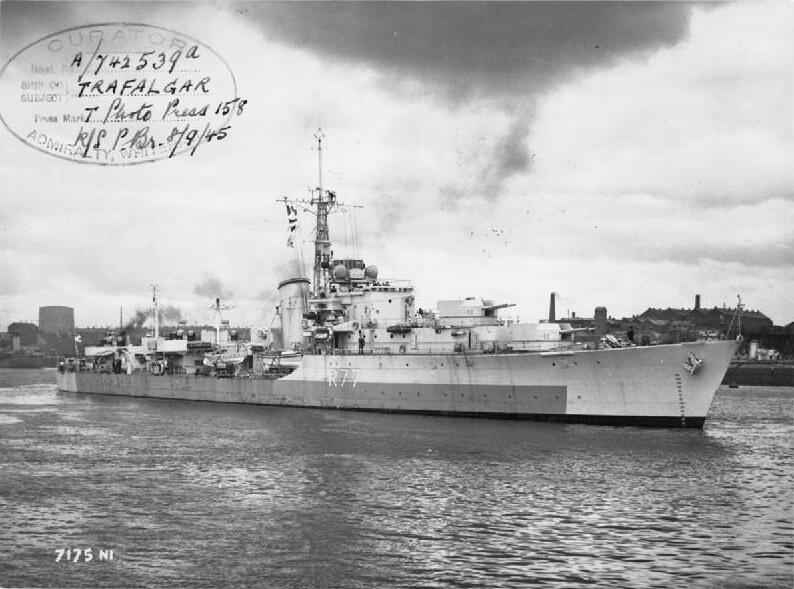
HMS Trafalgar

### TřídaBattletyp 1942
Torpédoborce první série Battle typu 1942 po dokončení nesly čtyři dvouúčelové 114mm kanóny QF Mk.III HA, umístěné ve dvou dvoudělových věžích nového plně uzavřeného typu Mk.IV. Obě věže se nacházely na přídi plavidla. Pětice torpédoborců (Armada, Barfleur, Camperdown, Hogue a Trafalgar) navíc nesla jeden 102mm kanón QF Mk.XXII. Protiletadlovou výzbroj tvořilo osm 40mm kanónů Bofors ve dvouhlavňové lafetaci (pozdější lavidla nesla stejný počet 40mm kanónů ve verzi STAAG). Během služby se složení lehké výzbroje měnilo. Nesly též dva čtyřhlavňové 533mm torpédomety. K napadání ponorek sloužily dva spouštěče a čtyři vrhače pro svrhávání hlubinných pum, kterých bylo obvykle neseno 60 kusů. Pohonný systém tvořily dva tříbubnové kotle Admiralty a dvě turbínové soustrojí Parsons o výkonu 50 000 hp, pohánějící dva lodní šrouby. Nejvyšší rychlost dosahovala 35,75 uzlu.
Torpédoborce Armada, Barfleur, St. James, Saintes, Solebay a Trafalgar byly vybaveny jako vůdčí lodě torpédoborců a měly početnější posádku.

### TřídaBattletyp 1943

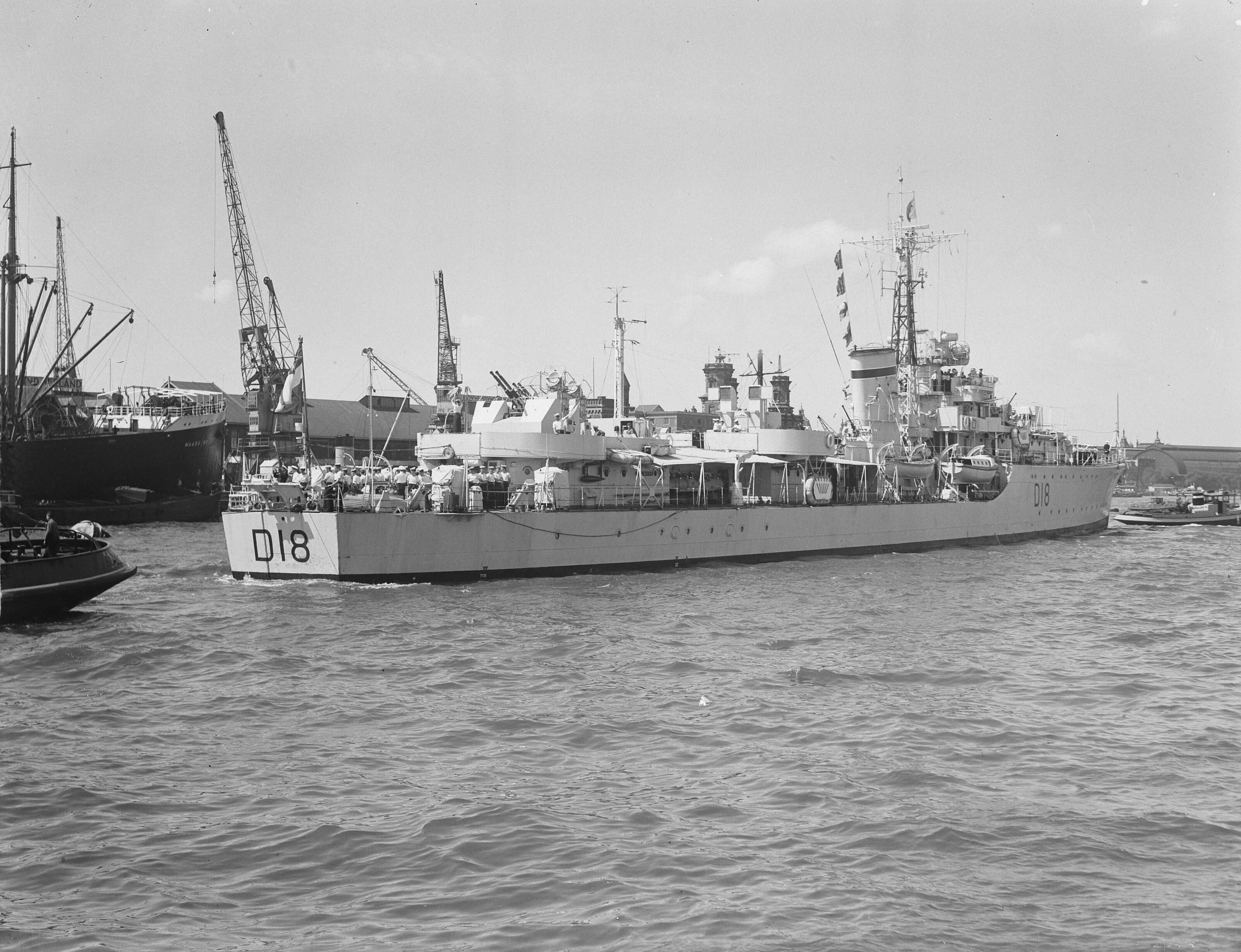
HMS St. Kitts

Torpédoborce druhé série Battle typ 1943 měly výzbroj posílenu o jeden 114mm kanón QF Mk.IV, umístěný za komínem. Dále nesly dva dvojité 40mm kanóny STAAG, jeden dvojitý 40mm kanóny Mk.V a dva jednohlavňové 40mm kanóny Mk.VII. Torpédová výzbroj byla zesílena na dva pětihlavňové 533mm torpédomety. K napadání ponorek sloužil jeden salvový vrhač hlubinných pum Squid, který nahradil vrhače a spouštěče předcházejících plavidel. Pohonný systém zůstal beze změny.
Torpédoborce Agincourt, Alamein, Corunna a Jutland byly vybaveny jako vůdčí lodě torpédoborců a měly početnější posádku.

### TřídaBattletyp 1944
Australské torpédoborce Tobruk a Anzac měly standardní výtlak 2440 tun a plný 3450 tun. Měly odlišné složení lehké výzbroje, kterou tvořily tři dvojité 40mm kanóny STAAG a šest jednohlavňových 40mm kanónů Bofors.

## Operační služba
Ve druhé světové válce byl nasazen pouze torpédoborec Barfleur, a to v oblasti Pacifiku. Ve válce tedy třída Battle neutrpěla žádné ztráty.

## Zahraniční uživatelé
Austrálie

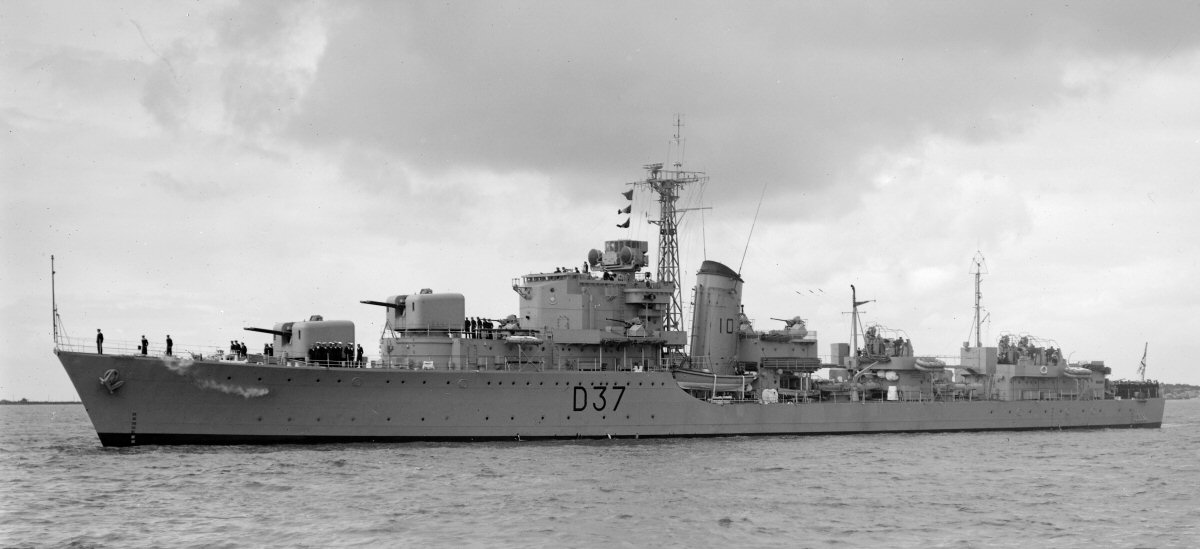
HMAS Tobruk

- Australské královské námořnictvo – přímo pro něj byly postaveny poslední dva torpédoborce Anzac a Tobruk.

 Pákistán
- Pákistánské námořnictvo získalo roku 1957 torpédoborce Cadiz a Gabbard, které sloužily jako Khaibar a Badr. Khaibar byl potopen v roce 1971 během indicko-pákistánské války. Stalo se tak při indické operaci Trident, což byl útok indických raketových člunů na přístav Karáčí.

 Írán
- Íránské námořnictvo získalo roku 1967 vyřazený torpédoborec Sluys, přejmenovaný novým uživatelem na Artemiz.